# Xã Black Rock, Quận Lawrence, Arkansas
Xã Black Rock (tiếng Anh: Black Rock Township) là một xã thuộc quận Lawrence, tiểu bang Arkansas, Hoa Kỳ. Năm 2010, dân số của xã này là 1.285 người.